# Rathaus Cuxhaven

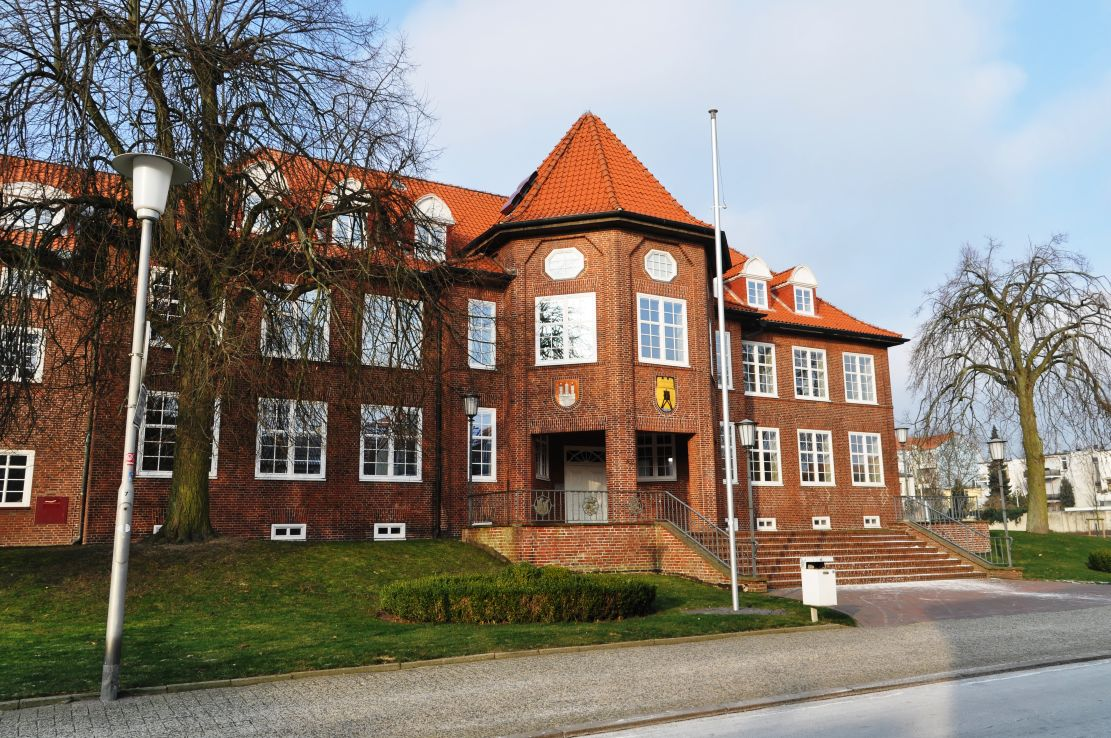
Rathaus von 1917

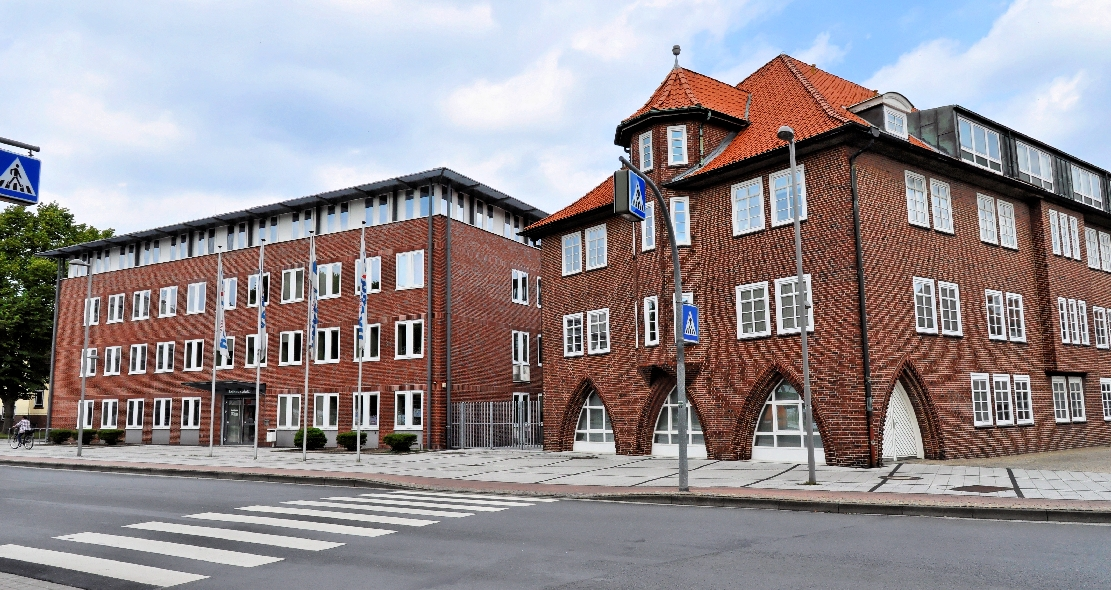
Neubau 2006, Anbau 1939

Das Rathaus Cuxhaven in Cuxhaven, Rathausplatz 1, stand als Altbau unter niedersächsischem Denkmalschutz und war in der Liste der Baudenkmale in Cuxhaven enthalten.

## Geschichte
1907 wurde Cuxhaven nach dem Zusammenschluss von Cuxhaven mit Döse eine Stadt. Der erste gewählte Bürgermeister Max Bleicken hatte seinen Sitz im  Umland’schen Haus, Deichstraße 1 am Kaemmererplatz, das nunmehr Bürgermeisterhaus genannt wurde. Hier war zuvor seit 1898 das Gemeindebüro. Die Gemeindeversammlungen fanden im Hotel Feldhusen (später Standort von Karstadt bzw. Hertie) und ab 1909 in einem Sitzungssaal in der Küverschule in der Friedrichstraße statt. 1915 wurde beschlossen, für die Verwaltung und die Ratssitzungen der rasch wachsenden Stadt mit über 15.000 Einwohnern ein Rathaus zu bauen.
1917 wurde das zweigeschossige verklinkerte repräsentative Rathaus eingeweiht. Das Gebäude erhielt einen dreigeschossigen achteckigen Mittelbau mit Eingang und Sitzungssaal sowie die beiden Seitenflügel mit dem ausgebauten Dachgeschoss unter einem Walmdach. Der Sitzungssaal mit vertäfelten Wänden hat ein Gestühl als Geschenk der Hansestadt Hamburg.

Die drei Wappen über dem Eingang stammen von 1927 und zeigen das Hamburger Stadtwappen, das Cuxhavener Stadtwappen und den Reichs- bzw. später den Bundesadler.
1931 kam der dreigeschossige Erweiterungsbau im Süden hinzu.

1935 wurde anlässlich einer Renovierung im Sitzungssaal das 1,70 m große Steuerrad des Dampfers Volos der Levante-Linie als Geschenk der HAPAG-Reederei als Beleuchtung aufgehängt.

1939 folgte der dreigeschossige Anbau an der Rathausstraße mit den markanten neogotischen Spitzbogen und der offenen Kolonnade. Cuxhaven hatte rund 32.000 Einwohner.
1953 wurde der Rathausvorplatz am Grünen Weg neu gestaltet und das Treppenportal verändert. Es erhielt ein neues Geländer mit Kunstschmiedearbeiten, gestaltet von Hubert Grüter.

Der westliche Anbau von 1973 aus Fertigteilen wurde 2005 abgerissen und ein großer viergeschossiger Atriumbau von 2006 entstand für die Stadt mit nun 52.000 Einwohnern.